# Museu Kon-Tiki

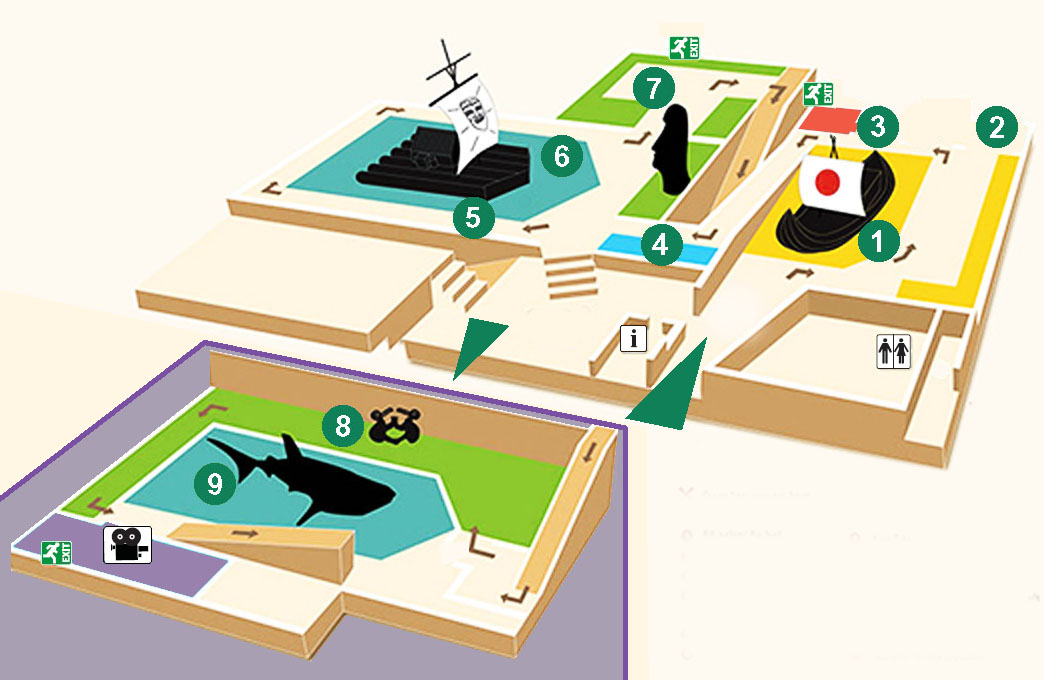
Plànols del Museu Kon-Tiki

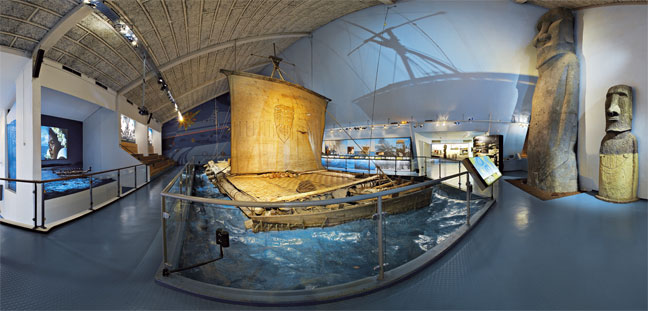
El Kon-Tiki

El Museu Kon-Tiki (en noruec: Kon-Tiki Museet) és un museu ubicat a la península de Bygdøy a Oslo, Noruega. Alberga vaixells i mapes de l'expedició del Kon-Tiki, així com una biblioteca d'aproximadament 8.000 llibres.
Va obrir en un edifici provisional l'any 1949. L'edifici actual —dissenyat pels arquitectes F. S. Platou i Otto Torgersen— va ser inaugurat l'any 1957. L'any 1978, es va ampliar amb un disseny de Torgersen.
El museu es va construir inicialment per albergar el Kon-Tiki, una balsa de fusta de model precolombí que l'aventurer noruec Thor Heyerdahl va utilitzar per a navegar del Perú a la Polinèsia, l'any 1947. Una altra barca del museu és el Ra II, un vaixell construït de canyes segons la concepció que tenia Heyerdahl de l'aparença d'antigues barques egípcies. Heyerdahl va navegar amb el Ra II des del Nord d'Àfrica al Carib després d'un intent fallit anterior amb la barca de canyes Ra.
El Museu Kon-Tiki està situat prop de molts altres museus, incloent el Museu del Fram, el Museu noruec d'Història Cultural, el Museu de Vaixells Vikings d'Oslo i el Museu Marítim noruec.